# Улуєлга (село)
Улуєлга́ (рос. Улуелга, башк. Оло Йылға) — село (колишнє селище) у складі Бєлорєцького району Башкортостану, Росія. Входить до складу Ішлинської сільської ради.
Населення — 453 особи (2010; 504 в 2002).
Національний склад:
- башкири — 63%
- росіяни — 29%